# Veauville-lès-Quelles
Veauville-lès-Quelles è un comune francese di 112 abitanti situato nel dipartimento della Senna Marittima nella regione della Normandia.

## Società

### Evoluzione demografica
Abitanti censiti